# Koabbiloaivi
Koabbiloaivi är en kulle i Finland. Den ligger i Utsjoki kommun i landskapet Lappland, i den norra delen av landet, 1 100 km norr om huvudstaden Helsingfors. Toppen på Koabbiloaivi är 414 meter över havet, eller 54 meter över den omgivande terrängen. Bredden vid basen är 1,4 km.
Terrängen runt Koabbiloaivi är kuperad åt nordost, men åt sydväst är den platt.  Trakten runt Koabbiloaivi är nära nog obefolkad, med mindre än två invånare per kvadratkilometer. Närmaste större samhälle är Utsjoki by, 9,3 km öster om Koabbiloaivi. Omgivningarna runt Koabbiloaivi är i huvudsak ett öppet busklandskap.